# Boidas

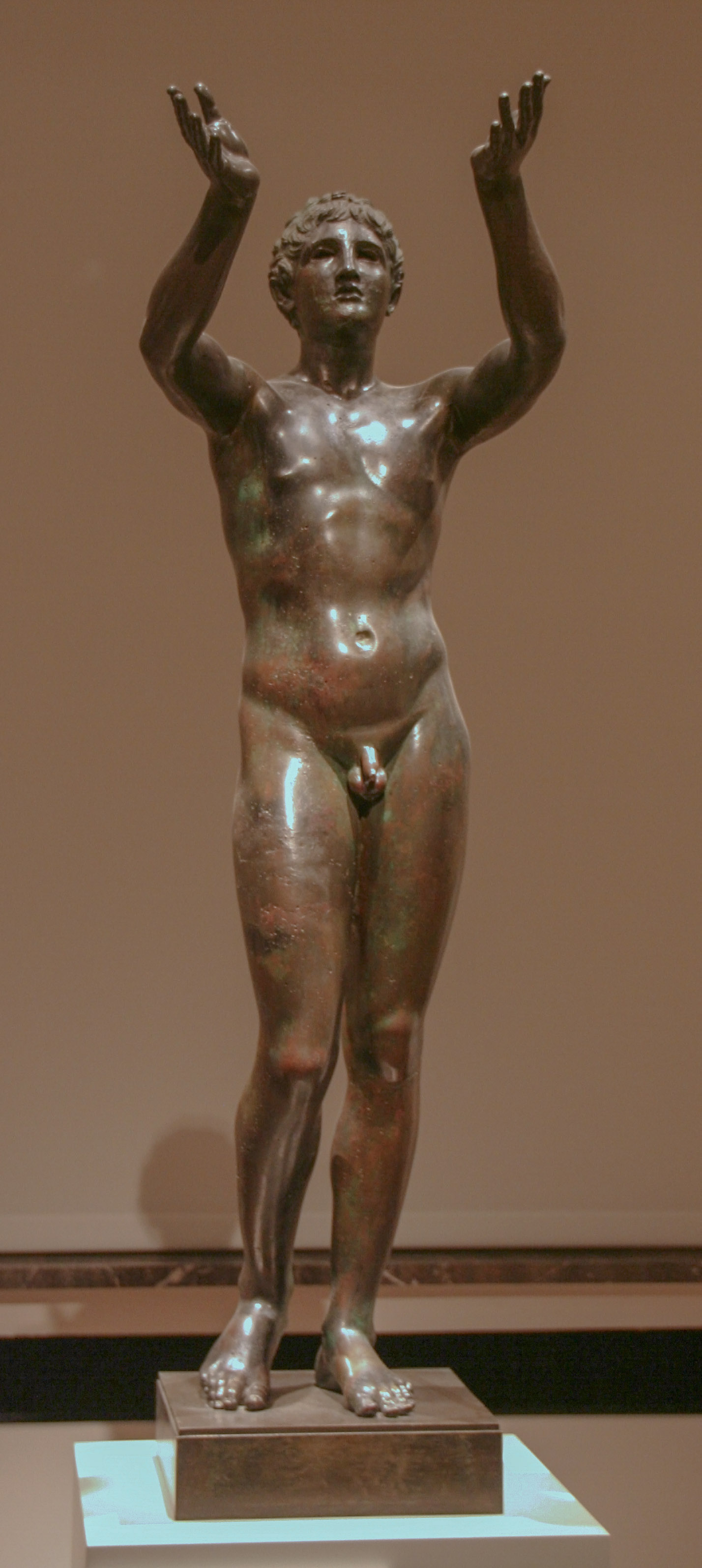
Sogenannter Betender Knabe in der Berliner Antikensammlung

Boidas (altgriechisch Βοίδας), auch Boedas (in früherer Zeit fälschlich Bedas gelesen), war ein um 300 v. Chr. tätiger griechischer Erzgießer.
Boidas war, nach der Überlieferung bei Plinius, zusammen mit seinen als Bildhauer tätigen Brüdern Daippos und Euthykrates, ein Schüler des aus Sikyon stammenden Bildhauers und Erzgießers Lysippos. Von seinen Werken ist nur ein nicht weiter beschriebener Betender literarisch belegt. Aufgrund einer großen stilistischen Nähe zu den Werken des Lysipp wird vielfach vermutet, dass sich dieses Werk in einer im 1. Jahrhundert v. Chr. angefertigten Kopie der Bronzefigur eines sogenannten Betenden Knaben erhalten hat, die sich heute in der Berliner Antikensammlung befindet. Da die Arme dieser Figur in der heutigen Fassung jedoch eine spätere, vermutlich im 17. Jahrhundert angefertigte Rekonstruktion sind, ist unklar, ob sie in der originalen Fassung tatsächlich einen Betenden Knaben oder doch eher einen Knabensieger darstellte. Typologische und ikonographische Untersuchungen sprechen dafür, in dem Betenden Knaben eine Siegerstatue der Ephebenklasse zu erkennen.
Ungeklärt ist bisher die Beziehung des Boidas zu einem weiteren, unter dem gleichen Namen bei Vitruv dokumentierten Erzbildner aus Byzanz, der dort als einer der längst vergessenen Künstler aufgeführt wird, obwohl er von großer Begabung war. Möglicherweise fertigte er, nach Dionysios Periegetes, die Statue eines Betenden Knaben an, die sich einst im Heiligtum des Zeus Urios bei Byzanz befunden haben soll. Es ist nicht auszuschließen, dass es sich dabei um denselben Künstler handelt.